# ATP Challenger Qujing
Das ATP Challenger Qujing (offizieller Name: PBT Cup Challenger Tour Qujing) war ein 2018 einmalig stattfindendes Tennisturnier in Qujing, China. Es war Teil der ATP Challenger Tour und wurde im Freien auf Hartplatz ausgetragen.

## Siegerliste

### Einzel
| Jahr | Sieger       | Finalgegner | Ergebnis  |
| ---- | ------------ | ----------- | --------- |
| 2018 | Malek Jaziri | Blaž Rola   | 7:65, 6:1 |

### Doppel
| Jahr | Sieger                         | Finalgegner    | Ergebnis           |
| ---- | ------------------------------ | -------------- | ------------------ |
| 2018 | Aljaksandr Bury Peng Hsien-yin | Wu Di Zhang Ze | 6:73, 6:4, [12:10] |